# Kozilo
Kozilo (cyr. Козило) – wieś w Serbii, w okręgu jablanickim, w gminie Vlasotince. W 2011 roku liczyła 6 mieszkańców.